# Salvador Suárez
Salvador Suárez Salcedo, más conocido como "El Marungo", fue presidente del "Moto Club Jalisco"; así como miembro, jugador y entrenador del Club Deportivo Guadalajara.
Su carrera como deportista inició en el Club Modelo, donde participó en varias actividades de atletismo como la maratón en 1931 y la carrera de resistencia 20 000 metros de 1932 organizada por el ayuntamiento de Guadalajara. Futbolísticamente hablando, también se dio a conocer en las fuerzas inferiores del Modelo donde permaneció hasta 1936 cuando el equipo jugaba en la primera fuerza clase "A"de la Liga del Comité Deportivo del Estado.
Para la temporada 1937-38 llega al Club Deportivo Guadalajara, logrando ser campeón de goleo en esa misma campaña. Debutó el 4 de abril de 1937 en un partido contra el Club Marte, que se realizó para probar nuevos elementos después del Torneo de "Invierno". A su retiro fue entrenador del Guadalajara en 1942.
Murió el 22 de septiembre de 1951 en un accidente de tránsito, cuando en la Avenida Revolución y Calzada del Ejército de la ciudad de Guadalajara, Jalisco lo embistió una camioneta, cuando iba a entrenar al Estadio Olímpico de la Ciudad Universitaria.
- Datos: Q6117788